# Ride (televisieserie)
Ride (Nederlands: In Galop) is een Canadese dramaserie bedacht door Jill Girling en Lori Mather-Welch, die op 5 september 2016 in Canada op YTV in première ging en op 30 januari 2017 in de Verenigde Staten op Nickelodeon in première ging.

## Verhaal
De serie gaat over de Canadese Katherine 'Kit' Bridges, die naar Engeland verhuist samen met haar vader Rudy Bridges. Ze verhuizen naar Engeland omdat de vader van Kit een baan aangeboden krijgt op Covington Academy, een Britse elite paardensportschool en internaat voor ruiters. Ook wil Kit een nieuw klasgenoot worden op Covington Academy, terwijl ze bevriend raakt met een ontembaar paard met de naam TK.

## Productie
De serie werd geproduceerd door Breakthrough Entertainment in Canada in samenwerking met Buccaneer Media in het Verenigd Koninkrijk. Ride werd gefilmd in Toronto, Belfast en in Noord-Ierland. Ook vonden er opnames plaats bij Glenarm Castle. De serie kreeg groen licht voor een seizoen van 20 afleveringen. Op 11 augustus 2016 werd een volledige aflevering exclusief uitgebracht op de online platforms van YTV voorafgaand aan de seriepremière. De serie ging in première op YTV in Canada op 5 september 2016. Nieuwe afleveringen werden de rest van die week in Canada uitgezonden. De serie ging in première op Nickelodeon in de Verenigde Staten op 30 januari 2017.

## Rolverdeling
| Personage               | Acteur/actrice         |
| ----------------------- | ---------------------- |
| Katherine "Kit" Bridges | Kendra Leigh Timmins   |
| Rudy Bridges            | Mike Shara             |
| Elaine Whilshire        | Alana Boden            |
| Will Palmerston         | Oliver Dench           |
| Josh Luders             | Jonny Gray             |
| Sally Warrington        | Natalie Lisinska       |
| Nav Andrada             | Manuel Pacific         |
| Anya Patel              | Rameet Rauli           |
| Lady Covington          | Sara Botsford          |
| Peaches                 | Mirsa Duka             |
| Madhu                   | Ellora Patnaik         |
| Leo                     | Alex Braunstein        |
| Santiago                | Jamie Ward             |
| Elizabeth               | Jenny Young            |
| Mr. Griffin             | Daniel Matmor          |
| Beatrice                | Marnie Gore            |
| Poppy                   | Sophie Khan Levy       |
| Sarah                   | Marlaina Andre         |
| Luciana Andrada         | Alexandra Castillo     |
| Alex                    | Canute Gomes           |
| Daisy                   | Helen Johns            |
| Stable Hand             | Connor Schelling-Tisza |
| Bill                    | Richard Clarkin        |
| Lord Chatfield          | John Nelles            |
| Dr. Hopewell            | Andrew Musselman       |
| Wyatt                   | Vinson Tran            |
| Architect               | Diane C. Davis         |
| Student                 | Grace Faria            |

## Afleveringen

### Seizoen 1
| Aflevering | Nederlandse titel               | Originele titel                 | Uitzenddatum      |
| ---------- | ------------------------------- | ------------------------------- | ----------------- |
| 1          | Aankomst                        | Arrival                         | 5 september 2016  |
| 2          | Feestjurken en Dressuur         | Dresses and Dressage            | 6 september 2016  |
| 3          | Paardenangst en Slangenfobie    | Hippophobia and Ophidiophobia   | 7 september 2016  |
| 4          | Drie is te veel                 | Three's a Crowd                 | 8 september 2016  |
| 5          | De verdwenen Guy                | Gone Guy                        | 12 september 2016 |
| 6          | Wilde paarden                   | Wild Horses                     | 13 september 2016 |
| 7          | Één of twee klontjes            | One Lump or Two?                | 14 september 2016 |
| 8          | Fijne Niet-Verjaardag           | Happy Unbirthday                | 15 september 2016 |
| 9          | Na het feest                    | After the Ball                  | 19 september 2016 |
| 10         | De Cup                          | The Cup                         | 20 september 2016 |
| 11         | Op stal                         | Stalled                         | 21 september 2016 |
| 12         | Wie is de Baas?                 | Who Rules the School?           | 22 september 2016 |
| 13         | We moeten praten over Covington | We Need to Talk About Covington | 26 september 2016 |
| 14         | Als de nood hoog is             | Come Horse or High Water        | 27 september 2016 |
| 15         | TK komt terug                   | Steeplechase                    | 28 september 2016 |
| 16         | Voor & tegen                    | Pros & Cons                     | 29 september 2016 |
| 17         | Ruilen van paard                | Trading Horses                  | 3 oktober 2016    |
| 18         | Afleiding & misleiding          | Distractions & Deceptions       | 4 oktober 2016    |
| 19         | Doorrijden                      | Let It Ride                     | 5 oktober 2016    |
| 20         | Outsider                        | Dark Horse                      | 6 oktober 2016    |

## Trivia
- Glenarm Castle werd als decor gebruikt voor de serie als de paardensportschool, Covington Academy.